# Ricardo Hasson Sayeg
Ricardo Hasson Sayeg ( ) é professor livre-docente (2009) em direito econômico pela Faculdade de Direito da Pontifícia Universidade Católica de São Paulo. Graduou-se em Direito (1989) e titulou-se Mestre (1995) e Doutor (2001) em direito comercial pela PUC-SP. É titular da cadeira 32 da Academia Paulista de Direito. Conhecido academicamente pela teoria do Capitalismo Humanista.

## Advocacia
Como advogado, atuou na defesa de casos notórios como o de Carlinhos Cachoeira e o do doleiro Toninho da Barcelona (Antônio Oliveira Claramunt). Também, elaborou parecer como presidente da Comissão de Direitos Humanos do IASP pela prisão domiciliar do então Deputado Federal Paulo Maluf e apoiou a Operação Lava Jato e o Juiz Sérgio Moro com a posição de que o crime é o pior inimigo dos direitos humanos.

## Obras
É autor de artigos e livros que analisa os aspectos jurídicos do capitalismo em harmonia com os direitos humanos e sociais, dos quais os mais significativos são:
- 1995 - Práticas Comerciais Abusivas.
- 2002 - Aspectos Contratuais da Exclusividade no Fornecimento de Combustíveis Automotivos.
- 2011 - O Capitalismo Humanista -  Filosofia Humanista de Direito Econômico. (juntamente com Wagner Balera)
- 2019 - Fator CapH - Capitalismo Humanista - Dimensão Econômica dos Direitos Humanos  (também juntamente com Wagner Balera)
- 2022- Reflexões Lógico-Filosóficas de Um Capitalista Humanista.
- 2023 - Odisseia Do Direito Quântico - O Desvendar Quântico da Lex Animata.

## Condecorações
| Insígnia | País   | Honra                          | Data                  |
| -------- | ------ | ------------------------------ | --------------------- |
|          | Brasil | Oficial da Ordem de Rio Branco | 1 de dezembro de 2022 |